# Nacerdes strnadi
Nacerdes strnadi es una especie de coleóptero de la familia Oedemeridae.

## Distribución geográfica
Habita en Vietnam.